# Moritz Kaposi
Dans le nom hongrois Kaposi Mór, le nom de famille précède le prénom, mais cet article utilise l’ordre habituel en français Mór Kaposi, où le prénom précède le nom.
Moritz Kaposi, né Mór Kohn (puis Mór Kaposi) le 23 octobre 1837 à Kaposvár et décédé le 6 mars 1902 à Vienne, était un important médecin et dermatologue hongrois. Il est à l'origine de la découverte d'une tumeur de la peau, portant désormais son nom.

## Biographie

### Jeunesse et formation
Né en 1837 dans une famille juive de Kaposvár, Mór Kohn commence à étudier la médecine à l'université de Vienne et y passe son doctorat en 1859. Sa thèse Dermatologie und Syphilis, soutenue en 1866, est alors considérée comme une contribution substantielle à la dermatologie. Mór Kohn se convertit au catholicisme et prend en 1871 pour nouveau patronyme le nom de sa ville de naissance : Kaposi. Cette conversion ainsi que son mariage avec la fille de Ferdinand Ritter von Hebra, titulaire de sa chaire de dermatologie font passer Mór Kaposi pour un carriériste. Guillaume Dubreuilh, alors professeur de dermatologie à Bordeaux résume la situation en ces termes : « On disait de Kaposi qu'il avait pris la fille de Hebra, sa maison, sa chaire et sa clientèle, laissant le reste à son beau-frère Hans Hebra »[réf. nécessaire].

### Premiers travaux scientifiques
En 1875, Mór Kaposi est nommé professeur à l'université de Vienne et devient en 1881 membre du conseil d'administration de l'Hôpital général de Vienne et en dirige la clinique de maladies de la peau. En collaboration avec son mentor, Ferdinand Ritter von Hebra, il écrit en 1878 le livre Lehrbuch der Hautkrankheiten (« Manuel des Maladies de la Peau »). Son travail principal reste « Pathologie und Therapie der Hautkrankheiten » dans Vorlesungen für praktische Ärzte und Studierende (« Pathologie et Thérapie des Maladies de Peau » dans Conférences pour les Médecins et Étudiants), publié en 1880 et qui devient un des livres les plus importants dans l'histoire de la dermatologie, étant traduit dans plusieurs langues. On lui attribue la description de Xeroderma pigmentosum, un désordre génétique rare maintenant connu comme le résultat de défauts dans la réparation d'excision nucléotide. Il est également le premier à étudier le Lichen scrofulosorum (réaction granulomateuse aseptique) et le Lupus erythematosus. En tout, il publie plus de 150 livres et articles. On lui doit en grande partie les progrès dans l'utilisation de l'examen pathologique pour le diagnostic des maladies dermatologiques.

### Le sarcome de Kaposi
Son nom entre dans l'histoire de la médecine en 1872 quand pour la première fois il décrit le sarcome de Kaposi, un cancer de la peau affectant cinq de ses patients, tous des hommes assez âgés. Cette maladie, initialement baptisée « sarcome idiopathique pigmenté multiple » est longtemps restée confinée au centre de l'Afrique et sa cause restait inconnue. 
Plus d'un siècle plus tard, l'apparition de cette maladie chez des hommes jeunes et homosexuels de New York, San Francisco et d'autres villes côtières des États-Unis devait être un des premiers signes de ce qui était apparue comme une maladie nouvelle, maintenant appelée SIDA. Le sarcome de Kaposi est la tumeur provoquée par un virus, le virus HHV8, virus associé au sarcome de Kaposi ou KSHV, découvert en 1993. Le sarcome de Kaposi est maintenant le cancer le plus généralement signalé dans certaines parties de l'Afrique sub-saharienne.
Selon son biographe, le Dr J.D. Oriel, « pendant sa vie, Moritz Kaposi fut reconnu comme un des grands maîtres de l'École Viennoise de Dermatologie, un praticien remarquable et un enseignant renommé ». Tandis que son mentor Ferdinand von Hebra est considéré comme « le père de la dermatologie », Kaposi a été l'un des premiers à établir la dermatologie sur sa base scientifique de la pathologie anatomique. 
Il occupa la chaire de dermatologie après la mort d'Hebra en 1880.

## Œuvres
Ses ouvrages médicaux furent traduits en français par le dermatologue français Pierre Adolphe Adrien Doyon.
- Lehrbuch der Hautkrankheiten (1878 avec Ferdinand von Hebra)
- Pathologie und Therapie der Hautkrankheiten in Vorlesungen für praktische Ärzte und Studierende (1880)
- Pathologie und Therapie der Syphilis (1881)
- Handatlas der Hautkrankenheiten (1879)
- Idiopathisches multiples Pigmentsarkom der Haut (1872) Arch Dermatol Syph 4:265-73 (article original décrivant le sarcome de Kaposi')
- Traduction en anglais d’un article décrivant le sarcome de Kaposi : Kaposi M. Idiopathic multiple pigmented sarcoma of the skin. CA Cancer J Clin 1982;1982(32):342-7.